# Hans Rådström
Hans Vilhelm Rådström (* 1919; † 1970) war ein schwedischer Mathematiker, der sich mit Funktionentheorie und Funktionalanalysis befasste.
Radström wurde bei Torsten Carleman (und Fritz Carlson) an der Universität Stockholm promoviert (Convexity and Norm in Topological Groups). 1949 bis 1950 war er am Institute for Advanced Study, wo er mit Olof Hanner zusammenarbeitete. 1952 wurde er Lektor an der Universität Stockholm und 1969 Professor an der Universität Linköping.
Er bewies einen nach ihm benannten Einbettungssatz (die nicht leeren konvexen kompakten Untermengen eines reellen normierten Vektorräumen können isometrisch in einen konvexen Kegel eines normierten reellen Vektorraums eingebettet werden).
Zu seinen Doktoranden gehören Per Enflo und Martin Ribe (der aber erst nach seinem Tod promoviert wurde).
1952 wurde er Mitherausgeber der Nordisk Matematisk Tidskrift.

## Schriften
- mit Olof Hanner: A generalization of a theorem of Fenchel, Proc. AMS, 2, 1951, 589–593 (zum Satz von Caratheodory in der Version von Fenchel), JSTOR:2032012
- An embedding theorem for spaces of convex sets, Proc. AMS, 3, 1952, 165–169 (online)
- Convexity and norm in topological groups, Arkiv Math., 2, 1954, 99–137, doi:10.1007/BF02590879